# Dorabji Tata
Sir Dorabji Tata (27 de agosto de 1859 - 3 de junio de 1932) fue un hombre de negocios indio en la época del raj británico, una figura clave en la historia y desarrollo del Grupo Tata. Fue nombrado caballero en 1910 por sus contribuciones a la industria en la India británica.

## Primeros años
Dorab era el hijo mayor de Hirabai y de Jamsetji Nusserwanji Tata, ambos de etnia parsi y de religión zoroástrica. A través de una tía, Jerbai Tata, quien se casó con un comerciante de Bombay, Dorabji Saklatvala, era primo de Shapurji Saklatvala, quien luego se convertiría en Miembro del Parlamento Británico por el Partido Comunista.
Tata recibió su educación primaria en el Proprietary High School de Bombay (ciudad posteriormente conocida como Mumbai), antes de viajar a Inglaterra en 1875, donde recibió clases privadas. Ingresó en el Gonville and Caius College en 1877, donde permaneció dos años antes de regresar a Bombay en 1879. Continuó sus estudios en el St. Xavier's College de Bombay, donde obtuvo una licenciatura en 1882.
Tras graduarse, trabajó durante dos años como periodista en el periódico Bombay Gazette. En 1884, se unió a la división de negocios de algodón de la firma de su padre. Primero lo enviaron a Pondicherry, y después a las colonias francesas en Asia, para determinar si una fábrica de algodón podría ser rentable allí. A partir de entonces, fue enviado a Nagpur para aprender el comercio del algodón en la compañía Empress Mills, que había sido fundada por su padre en 1877.

## Matrimonio
El padre de Dorabji, Jamshetji, había visitado el Estado de Mysore en el sur de la India por negocios, donde había conocido al Dr. Hormusji Bhabha, un parsi y el primer inspector general de educación indio de ese estado. Mientras visitaba la casa de Bhabha, conoció y aprobó a la joven Meherbai, la única hija de Bhabha. Al regresar a Bombay, Jamshetji envió a Dorab al Estado de Mysore, específicamente para visitar a la familia Bhabha. Dorab así lo hizo y se casó debidamente con Meherbai en 1897. La pareja no tuvo hijos.
El hermano de Meherbai, Jehangir Bhabha, se convirtió en un reputado abogado. Fue el padre del científico Homi J. Bhabha. Así, Dorabji era el tío por matrimonio de Homi Bhabha. El Grupo Tata financió la investigación de Bhabha y sus instituciones de investigación, incluido el Tata Institute of Fundamental Research.

## Carrera empresarial
Dorabji estuvo íntimamente involucrado en el cumplimiento de las ideas de su padre de una industria moderna del hierro y el acero, y estuvo de acuerdo con la necesidad de disponer de hidroelectricidad para impulsar la industria. A Dorab se le atribuye el establecimiento del conglomerado Tata Steel en 1907, a partir de las empresas fundadas por su padre, y Tata Power en 1911, que son el núcleo del actual Grupo Tata.
Dorabji acompañó a los geólogos en busca de yacimientos de hierro. Se dice que su presencia animó a los investigadores a buscar en áreas que de otro modo se habrían descuidado. Bajo su dirección, el negocio que alguna vez incluyó tres fábricas de algodón y el Hotel Taj Bombay creció para incluir la empresa siderúrgica del sector privado más grande de la India, tres empresas eléctricas y una de las principales compañías de seguros del país.
Fundador de la New India Assurance Co Ltd. en 1919, la compañía de seguros generales más grande de la India, Dorabji Tata fue nombrado caballero en enero de 1910 por Eduardo VII, convirtiéndose en Sir Dorabji Tata.

## Otros intereses
Dorabji era muy aficionado a los deportes y fue un pionero en el movimiento olímpico indio. Como presidente de la Indian Olympic Association, financió al equipo indio que acudió a los Juegos Olímpicos de París en 1924. La familia Tata, como la mayoría de los grandes empresarios de la India, eran nacionalistas indios.
Tata también fue miembro del Comité Olímpico Internacional durante la mayor parte de los años entre la Primera Guerra Mundial y la Segunda Guerra Mundial.

## Muerte

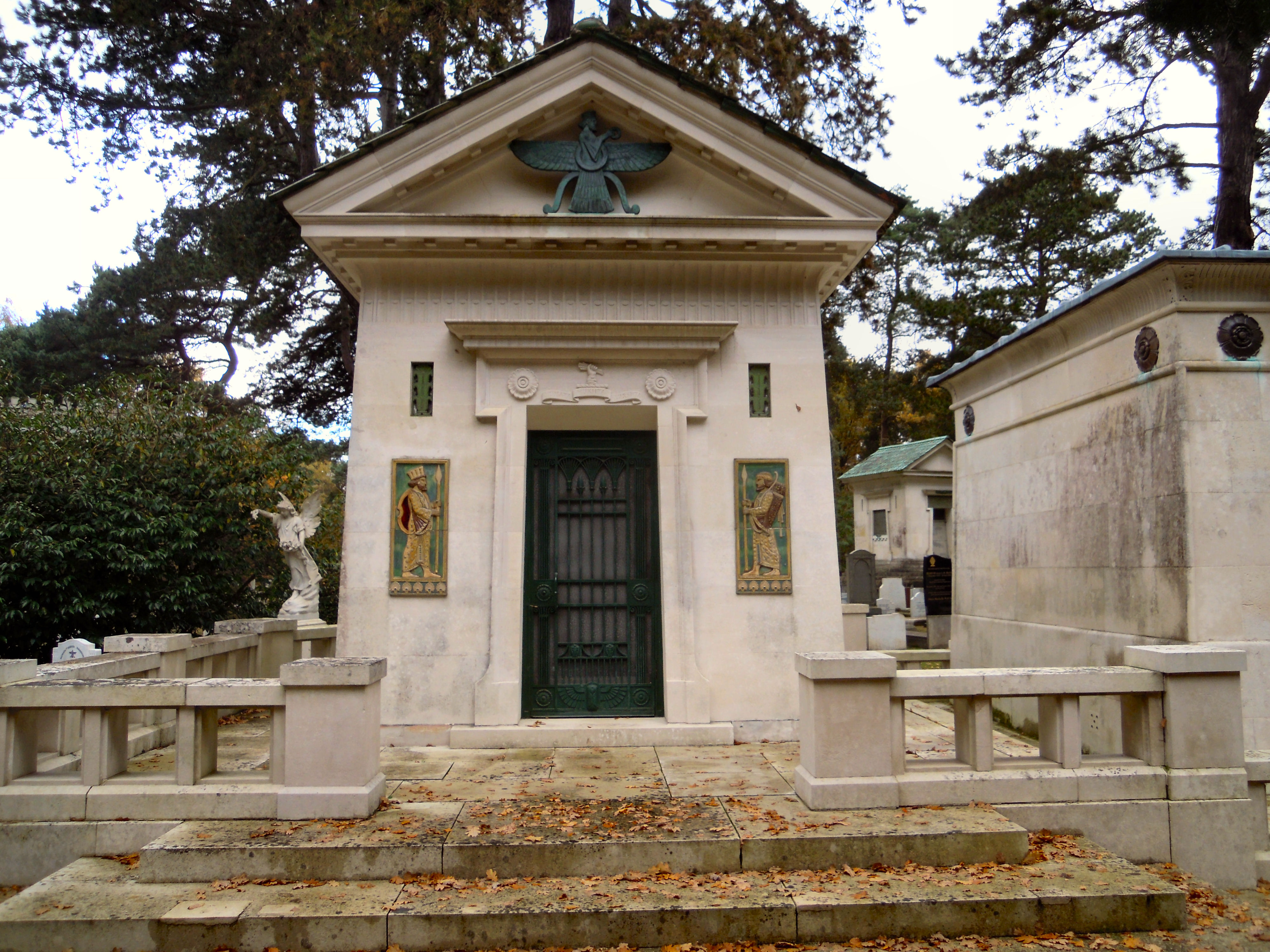
Mausoleo de Dorabji Tata en el Cementerio de Brookwood

La esposa de Dorabji Tata, Meherbai Tata, murió de leucemia en 1931 a la edad de 52 años. Poco después de su muerte, Dorabji fundó el Lady Tata Memorial Trust para avanzar en el estudio de las enfermedades de la sangre.
El 11 de marzo de 1932, un año después de la muerte de Meherbai y poco antes de la suya, también dispuso la creación de un fondo fiduciario que se utilizaría "sin distinción de lugar, nacionalidad o credo" para el avance del aprendizaje y la investigación, ayuda en casos de desastre y otros fines filantrópicos. Ese fideicomiso se conoce hoy como el Sir Dorabji Tata Trust. Así mismo, proporcionó el capital inicial para financiar la creación de la principal institución de investigación científica y de ingeniería de la India, el Indian Institute of Science de Bangalore.
Dorabji murió en Bad Kissingen, Alemania, el 3 de junio de 1932, a la edad de 73 años. Está enterrado junto a su esposa Meherbai en el Cementerio de Brookwood, Woking, Inglaterra. No tenían hijos.

## Lecturas relacionadas
- Choksi, R. "Tata, Sir Dorabji Jamshed (1859–1932)" en Oxford Dictionary of National Biography (2004) consultado el 28 de enero de 2012, una breve biografía académica
- Nomura, Chikayoshi. "Selling steel in the 1920s: TISCO in a period of transition," "Indian Economic & Social History Review" (Vender acero en la década de 1920: TISCO en un período de transición, Revisión de la historia económica y social de la India) (enero/marzo de 2011) 48: págs. 83–116, doi 10.1177/001946461004800104